# NGC 4320
NGC 4320 ist eine verschmelzende Spiralgalaxie vom Hubble-Typ Sb im Sternbild Jungfrau nördlich der Ekliptik. Sie ist schätzungsweise 344 Millionen Lichtjahre von der Milchstraße entfernt und hat einen Durchmesser von etwa 105.000 Lichtjahren. Die Galaxie wird unter der Katalognummer VVC 599 als Teil des Virgo-Galaxienhaufens gelistet, ist dafür jedoch zu weit entfernt.
Im selben Himmelsareal befinden sich u. a. die Galaxien NGC 4325, IC 3199, IC 3220, IC 3240.
Das Objekt wurde am 15. April 1865 vom deutsch-dänischen Astronomen Heinrich Louis d’Arrest entdeckt.